# Venersborg, Washington
Venersborg är en plats i Clark County i Washington i USA. Invånarantalet uppgick 2010 till 3 274.
Platsen grundades som "Venner's Villas" under sent 1800-tal-tidigt 1900-tal, då markentreprenör J. C. Lanerberg köpte mark från olika ägare (staten, järnvägsbolag och andra jordägare). 